# كارل كوفمان (منافس ألعاب قوى)
كارل كوفمان (بالألمانية: Carl Kaufmann)‏ (و. 1936 – 2008 م) هو منافس ألعاب قوى، وعداء سريع، ومغني أوبرا ألماني، ولد في نيويورك، شارك في الألعاب الأولمبية الصيفية 1960، توفي في كارلسروه، عن عمر يناهز 72 عاماً.

## جوائز
حصل على جوائز منها:
- ورقة شجر الغار الفضية
- وسام الصليب من رتبة استحقاق من جمهورية ألمانيا الاتحادية

## روابط خارجية
- كارل كوفمان على موقع IMDb (الإنجليزية)
- كارل كوفمان على موقع ميوزك برينز (الإنجليزية)
- كارل كوفمان على موقع ديسكوغز (الإنجليزية)
- كارل كوفمان على موقع اللجنة الأولمبية الدولية (الإنجليزية)
- كارل كوفمان على موقع أوليمبيديا (الإنجليزية)